# Danielle Corbin
Danielle Corbin (* 4. April 1946 in Toulouse; † 6. August 2000 in Lille) war eine französische Linguistin und Romanistin.

## Leben und Werk
Danielle Corbin (geb. Glaiman) habilitierte sich an der Universität Paris VIII bei Jean-Claude Chevalier mit der Thèse d’Etat Morphologie dérivationnelle et structuration du lexique (2 Bde., Tübingen 1987, Lille 1991) und wurde Professorin für Französische Sprachwissenschaft an der Universität Lille III. Dort leitete sie ab 1989 die Forschungsgruppe SILEX und war Mitherausgeberin der Zeitschrift Lexique. 1997 wurde sie in Anerkennung ihrer Leistungen für fünf Jahre zum Seniormitglied des Institut Universitaire de France ernannt.
Danielle Corbin hatte den Ehrgeiz, eine generative Grammatik des Wortschatzes zu verfassen und ging von der Annahme aus, dass den Irregularitäten der Wortbildung versteckte tiefliegende Regularitäten zu Grunde liegen, die aufzufinden sind. Sie plante ein Affixwörterbuch und ein Ableitungswörterbuch des Französischen.
Danielle Corbin war verheiratet mit dem Linguisten und Wörterbuchforscher Pierre Corbin, mit dem sie mehrere Publikationen gemeinsam verfasste.

## Weitere Werke
- Grammaire transformationnelle: syntaxe et lexique (zusammen mit anderen), Villeneuve-d’Ascq 1976
- Théories linguistiques et traditions grammaticales (zusammen mit anderen), Villeneuve-d’Ascq 1980
- (Hrsg. zusammen mit Anne-Marie Dessaux-Berthonneau) L'Exception, in: Langue française 66, 1985
- (Hrsg.) La formation des mots. Structures et interprétations, in: Lexique 10, 1991
- (Hrsg. zusammen mit anderen) Mots possibles et mots existants: Actes du colloque de Villeneuve-d’Ascq, 28-29 avril 1997 / Forum de morphologie, 1ères Rencontres, Villeneuve-d’Ascq 1997
- (Hrsg. zusammen mit anderen) La morphologie des dérivés évaluatifs: Actes du colloque de Toulouse, 29-30 avril 1999 / Forum de morphologie, 2e Rencontres, Villeneuve-d’Ascq 1999
- (angekündigt) Le lexique construit. Méthodologie d’analyse, postum hrsg. von Pierre Corbin, Lille